# Jakušovce
Jakušovce é um município da Eslováquia, situado no distrito de Stropkov, na região de Prešov. Tem 5,5 km² de área e sua população em 2018 foi estimada em 42 habitantes.

## Demografia
| Ano:        | 1994 | 2004   | 2014    | 2024    |
| ----------- | ---- | ------ | ------- | ------- |
| Broj ljudi: | 52   | 53     | 46      | 29      |
| Razlika:    |      | +1,92% | -13,20% | -36,95% |

| Ano:               | 2023 | 2024    |
| ------------------ | ---- | ------- |
| Número de pessoas: | 35   | 29      |
| Diferença:         |      | -17,14% |